# Kanał Ren-Men-Dunaj

Przekrój wysokościowy kanału

Kanał Ren-Men-Dunaj (dawniej Droga Wodna Ren-Men-Dunaj) – kanał żeglugowy w Niemczech, łączący zlewiska Morza Północnego i Morza Czarnego. Zbudowany w miejsce starszego Kanału Ludwika
Składa się ze skanalizowanych odcinków rzek Men (od jej ujścia do Renu do miasta Bamberg), Regnitz (lewy dopływ Menu) i Altmühl (lewy dopływ Dunaju), połączonych kanałem Men-Dunaj oraz Dunaju (od miasta Kelheim do Ratyzbony). Ma długość 171 km i przeznaczony jest dla jednostek o nośności do 1,5 tys. ton, o maksymalnych wymiarach 190 m długości i 11,45 m szerokości. Głębokość tranzytowa kanału wynosi 2,7 m, zaliczany jest on do klasy Vb. Pokonanie różnicy wysokości umożliwia 16 śluz. Trzy najwyższe spośród nich: Leerstetten, Eckersmühlen oraz Hilpoltstein mają wysokość blisko 25 m. Większość śluz ma instalację umożliwiającą odzyskiwanie wody zużytej podczas śluzowania i przechowywanie jej w specjalnych zbiornikach. Głównymi miastami nad kanałem są Frankfurt nad Menem, Würzburg, Bamberg, Norymberga i Ratyzbona.
Jest to jedyna śródlądowa droga wodna łącząca Morze Północne i Morze Czarne. Odcinek kanału pomiędzy śluzami Hilpoltstein i Bachhausen przecina kontynentalny dział wodny i jest najwyżej na świecie (406 m n.p.m.) położoną drogą wodną mającą połączenie z morzem.

## Historia budowy
Pierwsze plany kanału pojawiły się w 1938 roku, na linii Mindorfer na południe od Norymbergi. W 1939 rozpoczęły się prace przygotowawcze w Thalmässingu, w powiecie Roth. Po wojnie prace zostały wstrzymane, jednak w latach 50. XX wieku wznowiono prace projektowe i w 1958 roku Uniwersytet w Karlsruhe rozpoczął przygotowywanie dokumentacji technicznej. W czerwcu 1960 roku rozpoczęły się pierwsze prace budowlane. 25 września 1962 r. otwarto port w Bambergu. W 1966 r. dzięki porozumieniu pomiędzy rządem Bawarii a rządem federalnym, plan budowy kanału uzyskał gwarancje finansowe. Umowa została podpisana 16 września w Duisburgu przez Niemieckie Ministerstwo Transportu reprezentowane przez Hansa-Christopha Seebohma, ministra finansów Rolfa Dahlgrüna, premiera Bawarii Alfonsa Goppela oraz bawarskiego ministra finansów Konrada Pöhnera. Budowę ukończono 25 września 1992 roku. Całkowity koszt to ok. 2,3 miliarda euro, z czego 20% stanowiły inwestycje środowiskowe.

## Dane przewozowe
Transport przez kanał w 2006 roku zmalał o prawie 20% w porównaniu do poprzedniego roku.
- Łączna ilość ładunku – 6,24 mln ton (2005: 7,598 mln ton)
- Liczba statków korzystających z kanału – 5280 (6467), z czego 2823 płynęły w kierunku Dunaju, a w kierunku Renu – 2457;
- Towary przewożone kanałem w kierunku Dunaju:
  - żywność i pasza: 836 186 ton
  - rudy i złom metalowy: 795 259 ton
  - stal, metale kolorowe: 103 547 ton
  - materiały kamienne, ziemia, gruz budowlany: 510 187 ton
  - nawozy: 296 340 ton

- Towary transportowane w kierunku Renu
  - żywność i pasza: 476 422 ton
  - rudy i złom metalowy: 419 459 ton
  - nawozy: 295 701 ton.

Ruch kontenerowy zmniejszył się z 3986 do 2539 TEU, z czego 85% ruchu odbywało się w kierunku Dunaju. W 2007 roku przewieziono 5 927 386 ton oraz 854 TEU kontenerów. W 2008 roku przewieziono 5 526 861 ton oraz 548 TEU kontenerów.